# Syssy
Pour les articles ayant des titres homophones, voir Sissy (homonymie) et Sissi.
Syssy est le nom de scène de la danseuse française Sya Dembélé, née le 1er septembre 2007 dans le département de la Loire et connue pour sa pratique du breakdance.

## Biographie
Sya Dembélé est la fille d'artistes professionnels du groupe de danse africaine Doni Doni,. Son frère Damani Dembélé pratique aussi le breakdance.
Syssy danse au niveau international depuis ses 9 ans, évoluant dans le groupe Melting Force.
Elle participe à sa première compétition internationale reconnue par la Fédération mondiale de danse sportive début 2022 (étant trop jeune pour y participer auparavant), terminant 27e (et 3e Française) des Championnats d'Europe de breakdance 2022. En novembre 2022, elle participe à la Red Bull BC One à New York, la plus prestigieuse compétition internationale hors du circuit fédéral.
En décembre 2022, elle représente la France au Battle of the Year à Okinawa, une compétition internationale de référence du milieu break.
Le 7 mai 2023, alors âgée de 15 ans, Syssy remporte la médaille de bronze des Championnats d'Europe de breakdance 2023 à Almería, ce qui la qualifie pour les Jeux européens de 2023, mais ne parvient pas monter sur le podium. En septembre, elle remporte la médaille de bronze aux championnats du monde à Louvain.
En juin 2024, elle termine quatrième des séries de qualification olympique à Budapest, obtenant son ticket pour les Jeux olympiques d'été de 2024. Syssy s'est qualifiée pour les quarts de finale du Breaking aux Jeux olympiques d'été de 2024.